# Монтеф'ясконе
Монтеф'ясконе (італ. Montefiascone) — муніципалітет в Італії, у регіоні Лаціо, провінція Вітербо.

## Назва
Ім'я міста походить від назви італійського племені фалісків і дослівно перекладається як «Гора фалісків».

## Географія
Монтеф'ясконе розташоване на горі біля озера Больсена на відстані близько 85 км на північний захід від Рима, 15 км на північ від Вітербо.

## Історія
Очевидно гора, на якій розміщується місто, була спочатку під контролем фалісків, проте згодом переходить до рук етрусків. Є припущення, що там стояв храм «Fanum Voltumnae», у якому збиралися 12 вождів на певні свята.
Перша історична згадка про місто датується 853 року, коли воно належало до єпископа Тусканії. В 1058 та 1074 роках Папи римські Стефан IX та Григорій VII зупинялися у Монтефіасконе.
Велику фортецю на горі розпочинають у 1185 за наказом Фрідріха I Барбаросси. Цей замок ставав резиденцією Папи римського і його періодично розбудовували та прикрашали. В часи Авіньйонського полону пап у фортеці постійно перебував папський легат Альборноз.
З 1463 року місто занепадає. Ця тенденція посилилася після чуми 1657 та землетрусу 1697 років.
Через Монтеф'ясконе з часів Середньовіччя пролягає дорога паломників Via Francigena, що йдуть пішки у Рим, щоб побачити Святий Престол.
Місто було пошкоджено двома бомбардуваннями під час Другої світової війни.

## Демографія
Населення — 13 556 осіб (2014).
Щорічний фестиваль відбувається 20 липня. Покровитель — Santa Margherita d'Antiochia.
Населення за роками:

Станом на 1 січня 2023 року в муніципалітеті офіційно проживало 985 іноземців з 70 країн, серед них 530 громадян країн Євросоюзу та 51 громадянин України.

## Сусідні муніципалітети
- Баньореджо
- Больсена
- Каподімонте
- Градолі
- Марта
- Сан-Лоренцо-Нуово
- Вітербо

## Транспорт
Через місто пролягає стежка паломників Via Francigena з Кентербері в Рим. 
У Монтеф'ясконе знаходиться залізнична станція, на якій щодня зупиняються 12 потягів Рим - Вітербо. Щоб дістатися з Риму до міста потрібно близько 2-х годин.
Громадський транспорт у місті забезпечують автобусні маршрути.

## Галерея зображень

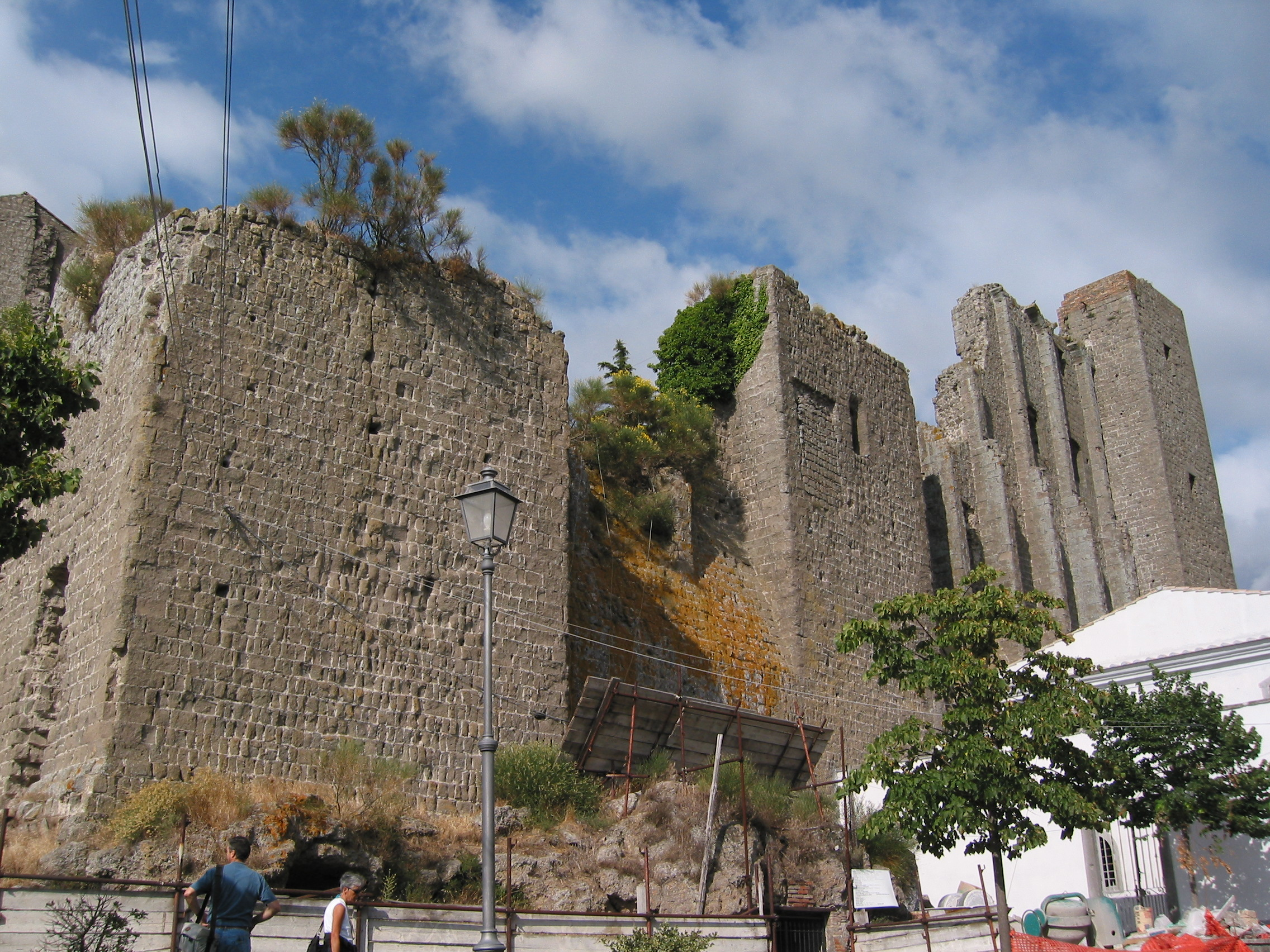
Замок Папи Римського
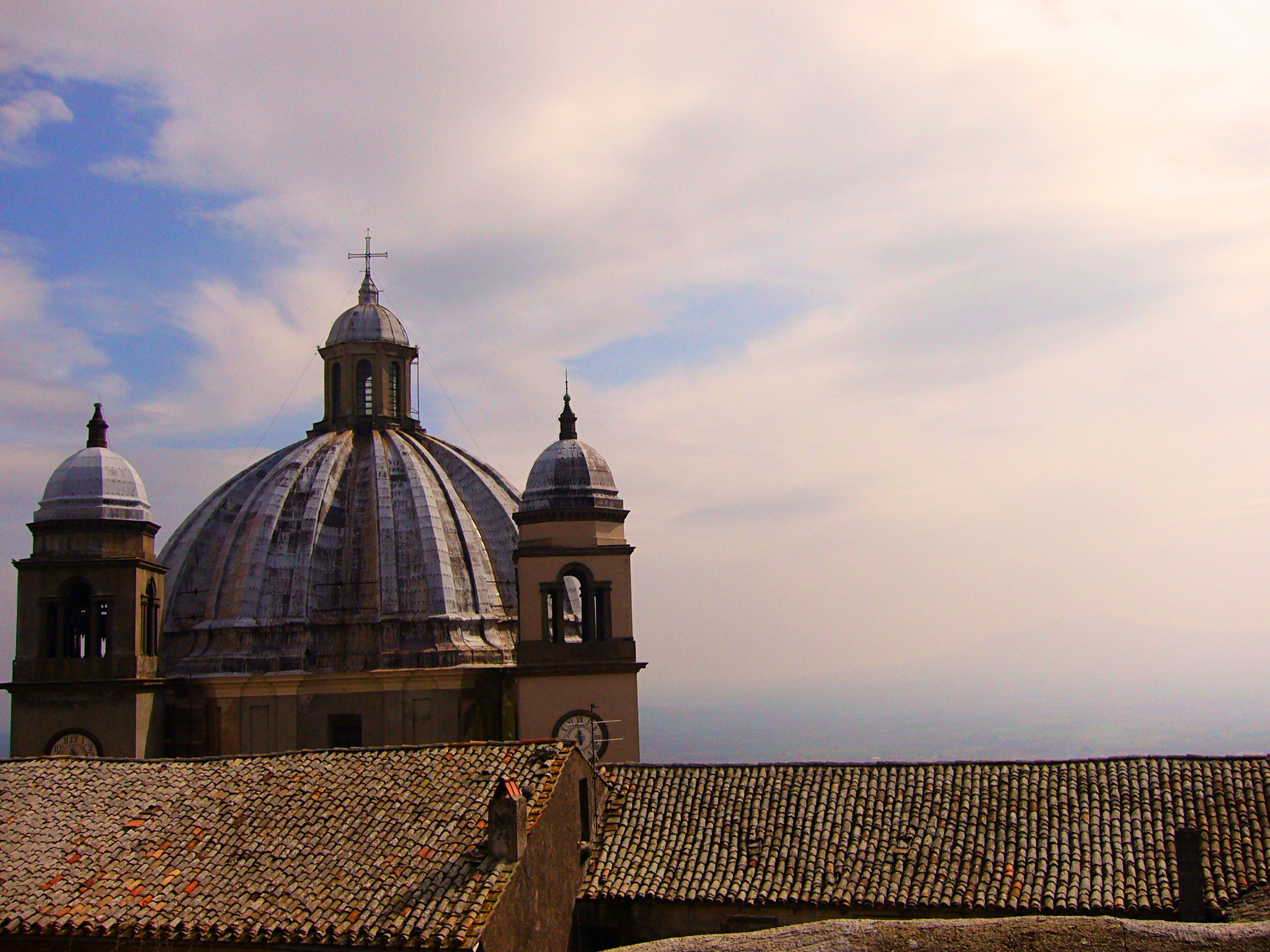
Костел міста
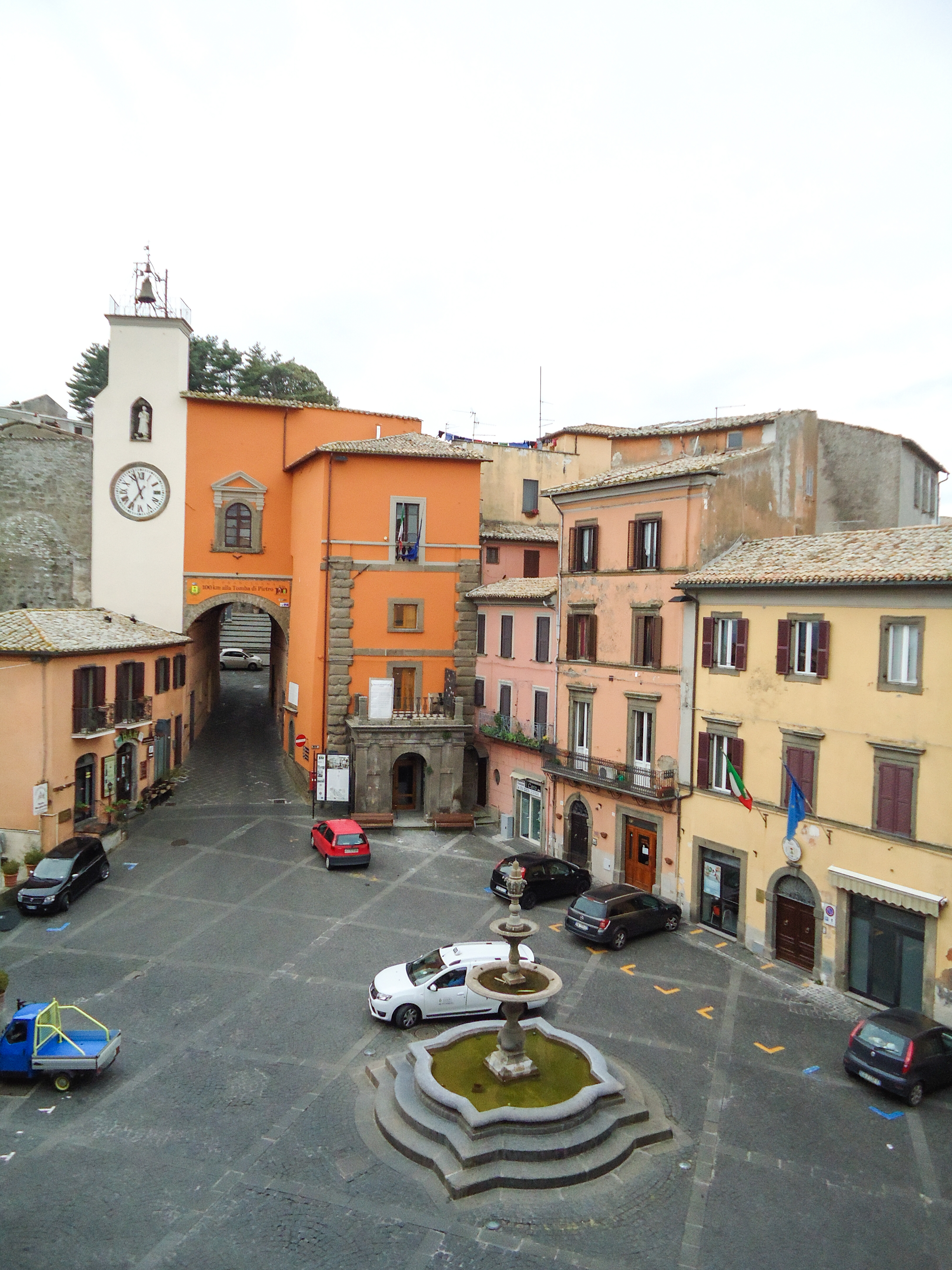
Площа у старому місті
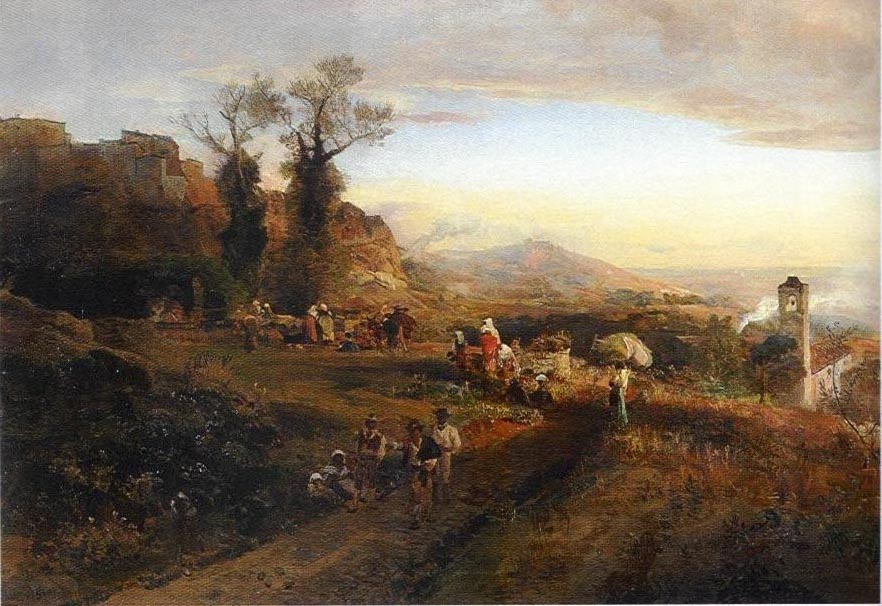
Картина з видом на гору Мотефіасконе
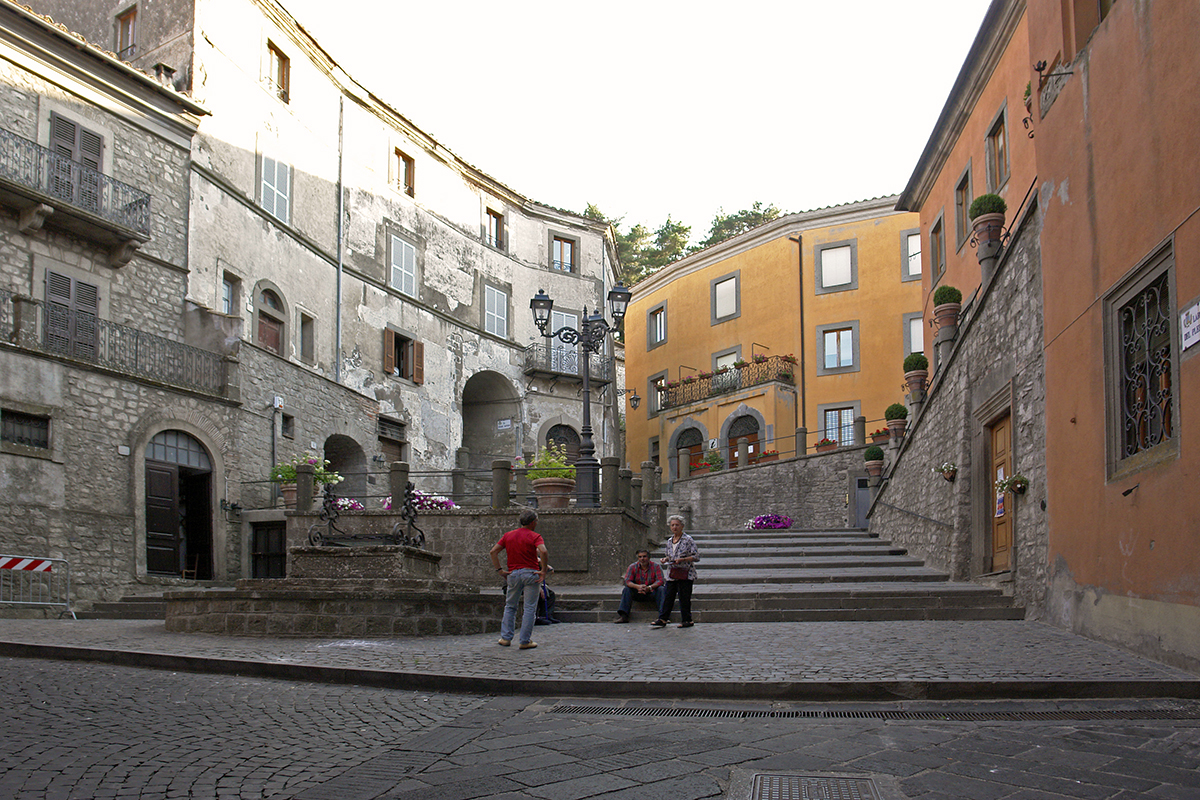
Вулиця міста